# Milibar

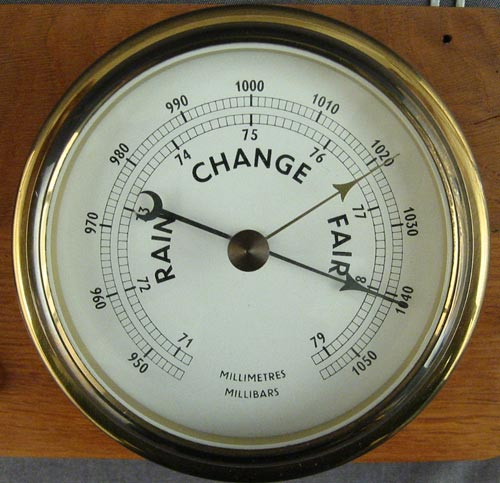
Barómetro con escala en milibares

El milibar (mbar) es una unidad de presión equivalente a una milésima parte del bar, un bar es igual a 1000 (mil) milibares. Es una de las unidades científicamente aceptadas para medir el peso de la atmósfera (o presión ejercida por la atracción gravitatoria) sobre la superficie terrestre.
Otra división del bar menos usada es la baria, que es la millonésima parte de un bar. Por lo tanto 1 milibar = 1000 barias.
El milibar se usa con frecuencia, por ejemplo en los informativos de los medios de comunicación, para señalar la presión atmosférica. Sin embargo, progresivamente se está imponiendo el hectopascal (hPa) como unidad de medida de la presión, especialmente en los dispositivos y medidas aportadas por las estaciones meteorológicas.
Un milibar tiene exactamente el mismo valor que un hectopascal, por ello el uso de ambas unidades es intercambiable (1 mbar = 1 hPa), múltiplo (×100) del pascal. 
El uso del bar y el milibar para indicar medidas de presión ha ido disminuyendo desde que, en 1971, el Sistema Internacional adoptó como unidad de presión el pascal (Pa), que es equivalente a una fuerza total de un newton actuando uniformemente en una superficie de un metro cuadrado. Anteriormente en el SI la presión se indicaba simplemente en N/m².
La presión atmosférica media es de 1013 milibares, pero se suele redondear a 1015 o 1016 mbar. No confundir con la unidad de medida atmósfera estándar (atm), que se ha convenido fijar en exactamente 1013,25 mbar. 
Cuando la presión atmosférica es superior a 1013 milibares tenemos una alta presión o anticiclón.
Cuando la presión atmosférica es inferior a 1013 milibares, por el contrario, se dice que tenemos baja presión, borrasca o ciclón.

## Unidades de presión
|        | pascal (Pa) | bar (bar)     | milibar (mbar) | atmósfera técnica (at) | atmósfera (atm) | torr (Torr)      | libra-fuerza por pulgada cuadrada (psi) |
| ------ | ----------- | ------------- | -------------- | ---------------------- | --------------- | ---------------- | --------------------------------------- |
| 1 Pa   | ≡ 1 N/m²    | 10−5          | 10−2           | 1,0197×10−5            | 9,8692×10−6     | 7,5006×10−3      | 145,04×10−6                             |
| 1 bar  | 100000      | ≡ 106 dyn/cm² | 103            | 1,0197                 | 0,98692         | 750,06           | 14,5037744                              |
| 1 mbar | 100         | 10−3          | ≡ hPa          | 0,0010197              | 0,00098692      | 0,75006          | 0,0145037744                            |
| 1 at   | 98.066,5    | 0,980665      | 980,665        | ≡ 1 kgf/cm²            | 0,96784         | 735,56           | 14,223                                  |
| 1 atm  | 1.01325×105 | 1,01325       | 1.013,25       | 1,0332                 | ≡ 1 atm         | 760              | 14,696                                  |
| 1 torr | 133,322     | 1,3332×10−3   | 1,3332         | 1,3595×10−3            | 1,3158×10−3     | ≡ 1 Torr; ≈ mmHg | 19,337×10−3                             |
| 1 psi  | 6,894×103   | 68,948×10−3   | 68,948         | 70,307×10−3            | 68,046×10−3     | 51,715           | ≡ 1 lbf/in2                             |

Ejemplo:  1 Pa = 1 N/m²  = 10−5 bar  = 10−2 mbar  = 10.197×10−6 at  = 9.8692×10−6 atm, etc.
Nota:  Las siglas PSI proceden de «Pound-force per Square Inch» = «libra-fuerza por pulgada cuadrada».

## Algunas equivalencias
- Un milibar equivale a 0,75006 mm de mercurio, mmHg, (otra unidad frecuentemente usada para medir la presión, por ejemplo la presión sistólica o diastólica de una persona).
- Un milibar, en un barómetro de Torricelli, equivaldría aprox. a 0,75 mm Hg de altura, (0,7500616 mm Hg). Si se tratase de un bar, el mercurio en el barómetro ascendería a 750,06 mm Hg.
- Un milibar es igual a la presión de algo más de un gramo, (1,0197 g) por cm². La presión de un bar es igual a la presión de 1,0197 kg/cm². Esto es, en un barómetro de Torricelli, que fuese diseñado con una sección útil de 1 cm² en la base, (y en condiciones de gravedad estándar), el fluido tendría un peso ligeramente superior a 1 kg: 1019,7 g.
- Una atmósfera estándar (atm) de presión son exactamente 1013,25 milibares o hPa, y supone 760 mm Hg en el barómetro. Se equilibraría con el peso de aproximadamente 1033,227 g de mercurio, (en un dispositivo con una sección útil de 1 cm² y con valor de la gravedad estándar), dado que equivale a 1,033227 kg/cm² de presión.
- Con un valor distinto de la atmósfera estándar (atm), también existe la llamada atmósfera técnica, (at), ≡ 1 kgf/cm², (1 kilogramo fuerza por cm²). Una atm = 1,0332 at. Un bar es igual 1,0197 at. 1 at es igual a 980,665 mbares o hPa.